# Symplecta neomexicana
Symplecta neomexicana là một loài ruồi trong họ Limoniidae. Chúng phân bố ở miền Tân bắc.